# Poecilochthonius spiciger
Poecilochthonius spiciger är en kvalsterart som först beskrevs av Berlese 1910.  Poecilochthonius spiciger ingår i släktet Poecilochthonius och familjen Brachychthoniidae. Inga underarter finns listade i Catalogue of Life.